# OK's
OK's（オーケーズ）は、1980年代後半に活動した日本のロック・バンド。

## 略歴
- 1987年6月21日、シングル『Long Distance Heart 〜遠い夏のかけら〜』（ファンハウス）でデビュー。同年9月、アルバム『OKAYS』をリリース（プロデュースはKAI BANDの大森信和）。精力的にライブを行う傍ら、同じ事務所に所属していたC-C-Bのライブでオープニングアクトを務めることもあった。
- 1988年に「OKAYS→OK's」に改名。
- 1989年に解散。

## メンバー
辻克仁（1966年 - 、ボーカル）O型
- バンド解散後、ツアーサポートやスタジオミュージシャンとして活動。
- 2002年に神奈川県三浦市へ移住。家業である辻シャッター工業を営む経営者として手腕を振るいながらミュージシャンとしての活動も行っており、自らのライブの他、セッションやゲストボーカリストとして参加することもある。また、妻・4児と家族バンド「The Tsuji Zoo」を結成。三浦市応援団体「三崎まぐろラーメンズ」のキャプテンとしてもPRソングなどを手掛けている[1][2]。

越谷浩成（1968年1月19日 - 、ギター）A型
- バンド解散後は、ヤマハギター講師、スタジオミュージシャンとして活動。ギターの教則本などの執筆も行っている。

大竹隆之（1967年2月10日 - 、ベース）B型
- バンド解散後、ツアーサポートやスタジオミュージシャンとして活動。

岩瀬昇造（1967年7月21日 - 、キーボード）A型
- バンド解散後、スタジオミュージシャン、アレンジャーとして活動。

富田康士（1967年4月19日 - 、ドラム）B型
- バンド解散後、セッションミュージシャン、スタジオミュージシャンとして活動。
- 1990年、吉田遊介（Vo&Gt）広本葉子（Kb）と共に「Yusuke and Super Freaks」といいユニットを結成してライブ活動を行っていたが、程無く活動を休止。その後はドラム講師、ドラム教則本の執筆を行い後進を育てている。また、ヤマハ本社でデジタルドラムなどの新作楽器開発業務にアドバイザーとして携わる。2019年に「Yusuke and Super Freaks」が再始動。同年12月に1stアルバム「Bloomed」をリリース。

## ディスコグラフィー

### シングル
- Long Distance Heart 〜遠い夏のかけら〜（1987年6月21日）
- 聖五月〜光に恋して〜（1988年） - キリン生ビールCFイメージソング
- シャレた嘘（1989年）
- ビリーヴ（1990年） - TBSテレビ「青春！島田学校」テーマソング

### アルバム
OKAYS（1987年9月）
1. サイレントレイン〜さよならの向こう側〜
2. 灼けた瞳
3. Long Distance Heart 〜遠い夏のかけら〜
4. テレフォン・ストーム
5. Love Songが始まる
6. 真夏はインスピレーション
7. アンジェラスベルが聞こえる
8. リズミック・パラダイス
9. 霧雨の中で〜Lost my Heart〜

1/2 BLOOD（1988年）
1. Be All Right
2. 聖五月〜光に恋して〜
3. Stardust Funtasy
4. Hold On
5. サンパティック・ラブ
6. 聖五月（サンパティック・ラブ バージョン）